# Grupo 14 de Astronautas da NASA

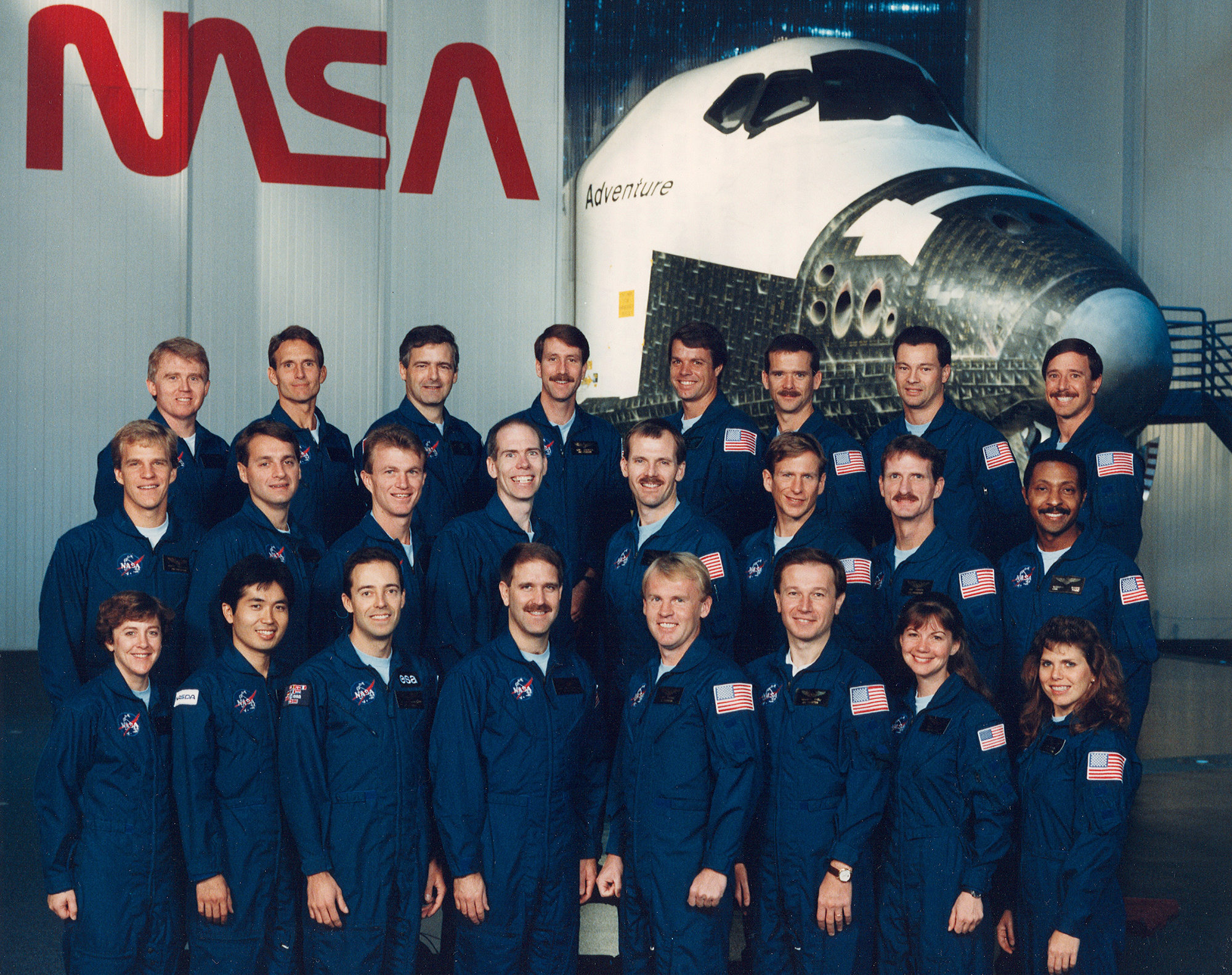
Os astronautas em 1992. Atrás: Brady, Linenger, Garneau, Rominger, Kregel, Hadfield, López-Alegría e Horowitz. Meio: Parazynski, Linnehan, Jett, Barry, Smith, Gernhardt, Tanner e Scott. Frente: Lawrence, Wakata, Clervoy, Grunsfeld, Thomas, Cheli, Coleman e Weber.

O Grupo 14 de Astronautas da NASA, também chamado de Os Suínos, foi um grupo de astronautas selecionado pela Administração Nacional da Aeronáutica e Espaço (NASA) para integrarem o programa espacial dos Estados Unidos. Foi o décimo quarto grupo de astronautas da NASA e foram anunciados publicamente no dia 5 de dezembro de 1992. Os astronautas eram: Daniel Barry, Charles Brady, Catherine Coleman, Michael Gernhardt, John Grunsfeld, Scott Horowitz, Brent Jett, Kevin Kregel, Wendy Lawrence, Jerry Linenger, Richard Linnehan, Michael López-Alegría, Scott Parazynski, Kent Rominger, Winston Scott, Steven Smith, Joseph Tanner, Andrew Thomas e Mary Weber. Além deles, cinco astronautas estrangeiros integraram o grupo durante os treinamentos: os canadenses Marc Garneau e Chris Hadfield, o italiano Maurizio Cheli, o francês Jean-François Clervoy e o japonês Koichi Wakata.

## Astronautas

### Pilotos
| Imagem | Nome              | Nascimento             | Carreira                            | ref   |
| ------ | ----------------- | ---------------------- | ----------------------------------- | ----- |
|        | Scott J. Horowitz | 24 de março de 1957    | STS-75 STS-82 STS-101 STS-105       | [ 1 ] |
|        | Brent W. Jett Jr. | 5 de outubro de 1958   | STS-72 STS-81 STS-97 STS-115        | [ 2 ] |
|        | Kevin R. Kregel   | 16 de setembro de 1956 | STS-70 STS-78 STS-87 STS-99         | [ 3 ] |
|        | Kent V. Rominger  | 7 de agosto de 1956    | STS-73 STS-80 STS-85 STS-96 STS-100 | [ 4 ] |

### Especialistas
| Imagem | Nome                  | Nascimento             | Falecimento         | Carreira                                             | ref    |
| ------ | --------------------- | ---------------------- | ------------------- | ---------------------------------------------------- | ------ |
|        | Daniel T. Barry       | 30 de dezembro de 1953 |                     | STS-72 STS-96 STS-105                                | [ 5 ]  |
|        | Charles E. Brady Jr.  | 12 de agosto de 1951   | 23 de julho de 2006 | STS-78                                               | [ 6 ]  |
|        | Catherine G. Coleman  | 14 de dezembro de 1960 |                     | STS-73 STS-93 Soyuz TMA-20 Expedição 26 Expedição 27 | [ 7 ]  |
|        | Michael L. Gernhardt  | 4 de maio de 1956      |                     | STS-69 STS-83 STS-94 STS-104                         | [ 8 ]  |
|        | John M. Grunsfeld     | 10 de outubro de 1958  |                     | STS-67 STS-81 STS-103 STS-109 STS-125                | [ 9 ]  |
|        | Wendy B. Lawrence     | 2 de julho de 1959     |                     | STS-67 STS-86 STS-91 STS-114                         | [ 10 ] |
|        | Jerry M. Linenger     | 16 de janeiro de 1955  |                     | STS-64 STS-81 Mir EO-22 Mir EO-23 STS-84             | [ 11 ] |
|        | Richard M. Linnehan   | 19 de setembro de 1957 |                     | STS-78 STS-90 STS-109 STS-123                        | [ 12 ] |
|        | Michael López-Alegría | 30 de maio de 1958     |                     | STS-73 STS-92 STS-113 Soyuz TMA-9 Expedição 14       | [ 13 ] |
|        | Scott E. Parazynski   | 28 de julho de 1961    |                     | STS-66 STS-86 STS-95 STS-100 STS-120                 | [ 14 ] |
|        | Winston E. Scott      | 6 de agosto de 1950    |                     | STS-72 STS-87                                        | [ 15 ] |
|        | Steven L. Smith       | 30 de dezembro de 1958 |                     | STS-68 STS-82 STS-103 STS-110                        | [ 16 ] |
|        | Joseph R. Tanner      | 21 de janeiro de 1950  |                     | STS-66 STS-82 STS-97 STS-115                         | [ 17 ] |
|        | Andrew S. W. Thomas   | 18 de dezembro de 1951 |                     | STS-77 STS-89 Mir EO-24 STS-91 STS-102 STS-114       | [ 18 ] |
|        | Mary E. Weber         | 24 de agosto de 1962   |                     | STS-70 STS-101                                       | [ 19 ] |

### Internacionais
| Imagem | Nome                     | Nascimento              | Carreira | ref    |
| ------ | ------------------------ | ----------------------- | --- | ------ |
|        | J. J. P. Marc Garneau    | 23 de fevereiro de 1949 | STS-41-G STS-77 STS-97                                                                                       | [ 20 ] |
|        | Chris A. Hadfield        | 29 de agosto de 1959    | STS-74 STS-100 Soyuz TMA-07M Expedição 34 Expedição 35                                                       | [ 21 ] |
|        | Maurizio Cheli           | 4 de maio de 1959       | STS-75 | [ 22 ] |
|        | Jean-François A. Clervoy | 19 de novembro de 1958  | STS-66 STS-84 STS-103                                                                                        | [ 23 ] |
|        | Koichi Wakata            | 1 de agosto de 1963     | STS-72 STS-92 STS-119 Expedição 18 Expedição 19 Expedição 20 STS-127 Soyuz TMA-11M Expedição 38 Expedição 39 | [ 24 ] |